# Associatie van oranje dooiermos
De associatie van oranje dooiermos (Xanthorietum calcicolae) is een associatie uit het citroenkorst-verbond (Calogayion decipientis). De associatie omvat epilitische, eutrafente korstmossenvegetatie.

## Naamgeving en codering
| Xanthorietum aureolae Beschel in Klem. 1955 |

- Syntaxoncode voor Nederland (rVvN): r49Bb03
- BWK-karteringscode: km

De wetenschappelijke naam Xanthorietum calcicolae is afgeleid van de botanische naam van de kensoort oranje dooiermos (Xanthoria calcicola).

## Fysiognomie
Het vegetatieaspect van de associatie van oranje dooiermos wordt dikwijls bepaald door de opvallende geeloranje thalli van oranje dooiermos en de vaak forse grijze rozetten van kastanjebruine schotelkorst.

## Ecologie
De associatie van oranje dooiermos is een pioniervegetatie die verschijnt op eutrofe, stenige substraten in het volle zonlicht of in zeer licht beschutte omgevingen. Meestal treedt zij op als een uitgesproken cultuurvolgende gemeenschap die vooral verschijnt op stenen standplaatsen die via antropogene factoren zijn verrijkt met stikstof of fosfor. Vaak betreft het geëutrofieerde bakstenen.
Voorbeelden van standplaatsen zijn het daken van huizen, schoorstenen, muren van gebouwen, muren van tuinen en begraafplaatsen, muraltmuren, bruggen, asfalt op dijken, bunkers, geluidsschermen langs spoorwegen en ban- en grenspalen.
Doordat de associatie goed bestand is tegen zeesproei komt het ook op eutrofe, basische steen langs de kust voor, zoals op betonnen golfbrekerelementen.

## Vegetatiezonering
In de vegetatiezonering vormt de associatie van oranje dooiermos vaak contactgemeenschappen met andere syntaxa uit de klasse van stippelkorsten en achterlichtmossen, waaronder vooral de muisjesmos-associatie. Met de laatstgenoemde associatie vormt de associatie van oranje dooiermos ook vegetatiemozaïeken. Aan de kust, onder invloed van zeesproei, kan de associatie ook vegetatiemozaïeken vormen met de associatie van gewoon kusttakmos (Ramalinetum siliquosae). Tot slot kunnen gemeenschappen uit de muurvaren-klasse optreden als contactgemeenschappen, die eveneens vegetatiemozaïeken kunnen vormen.

## Natuurbeheer
De associatie van oranje dooiermos is een gemeenschap die het best aansluit bij de functionele natuurvisie.

## Fotogalerij

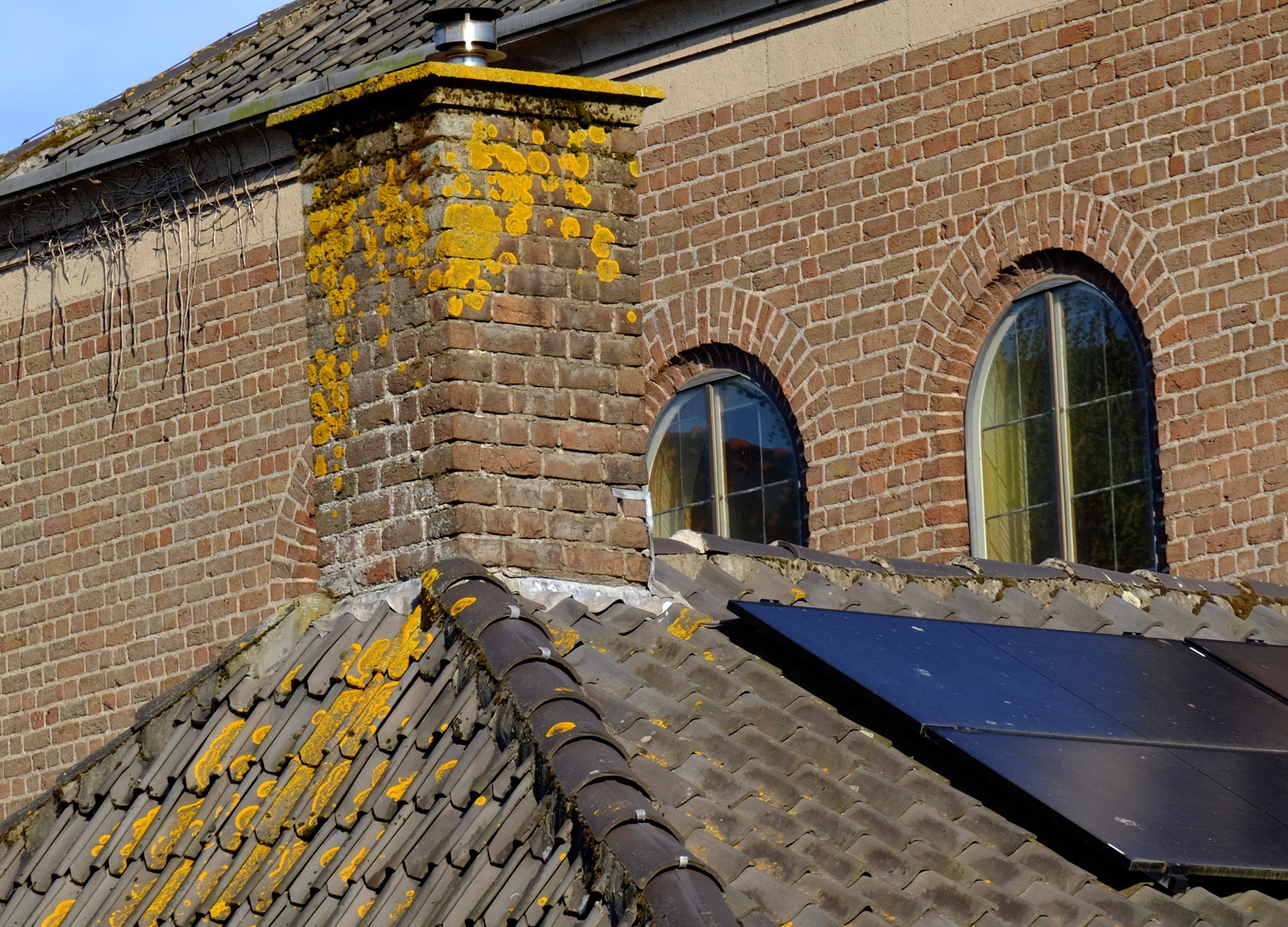
Een vegetatieaspect op een dak
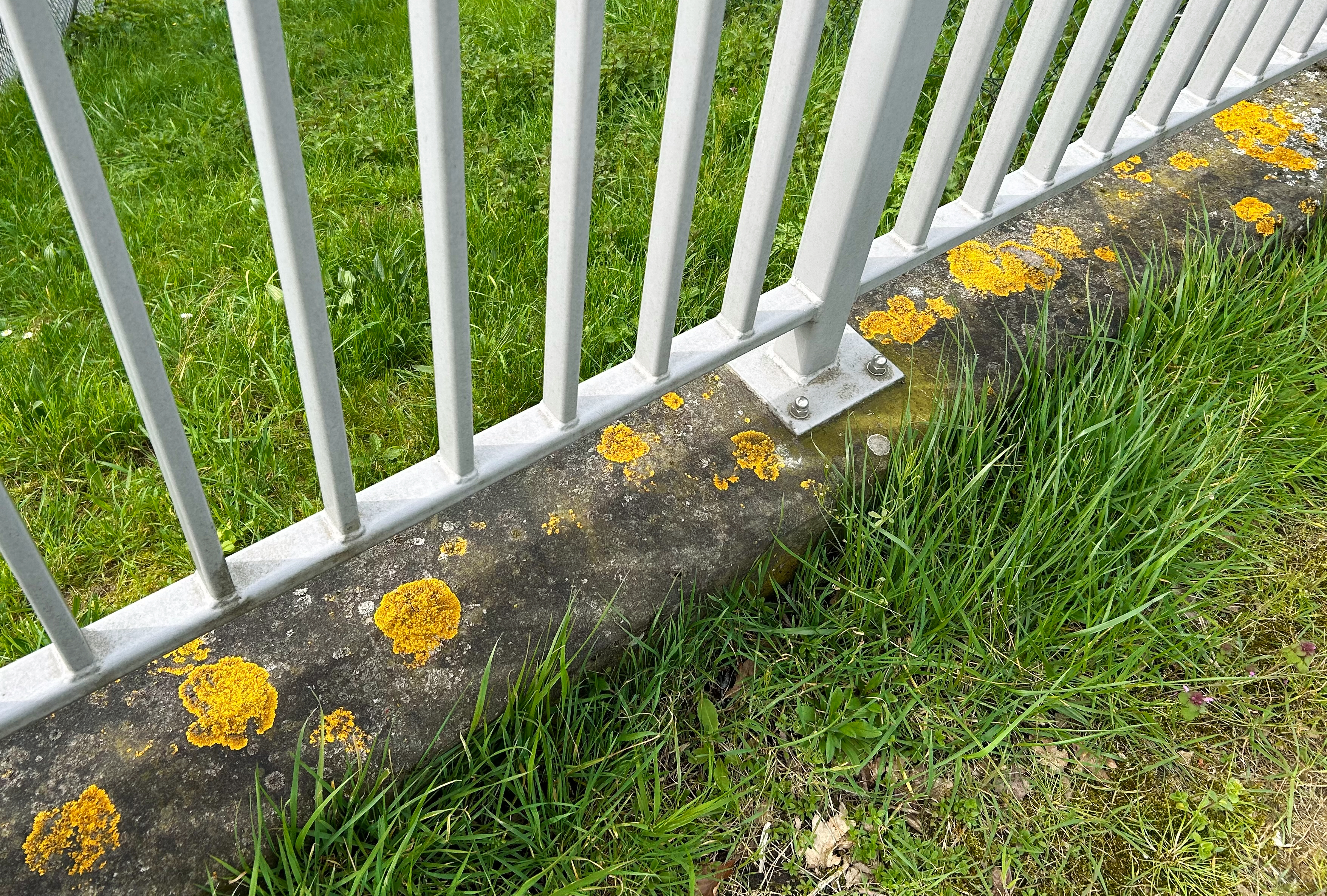
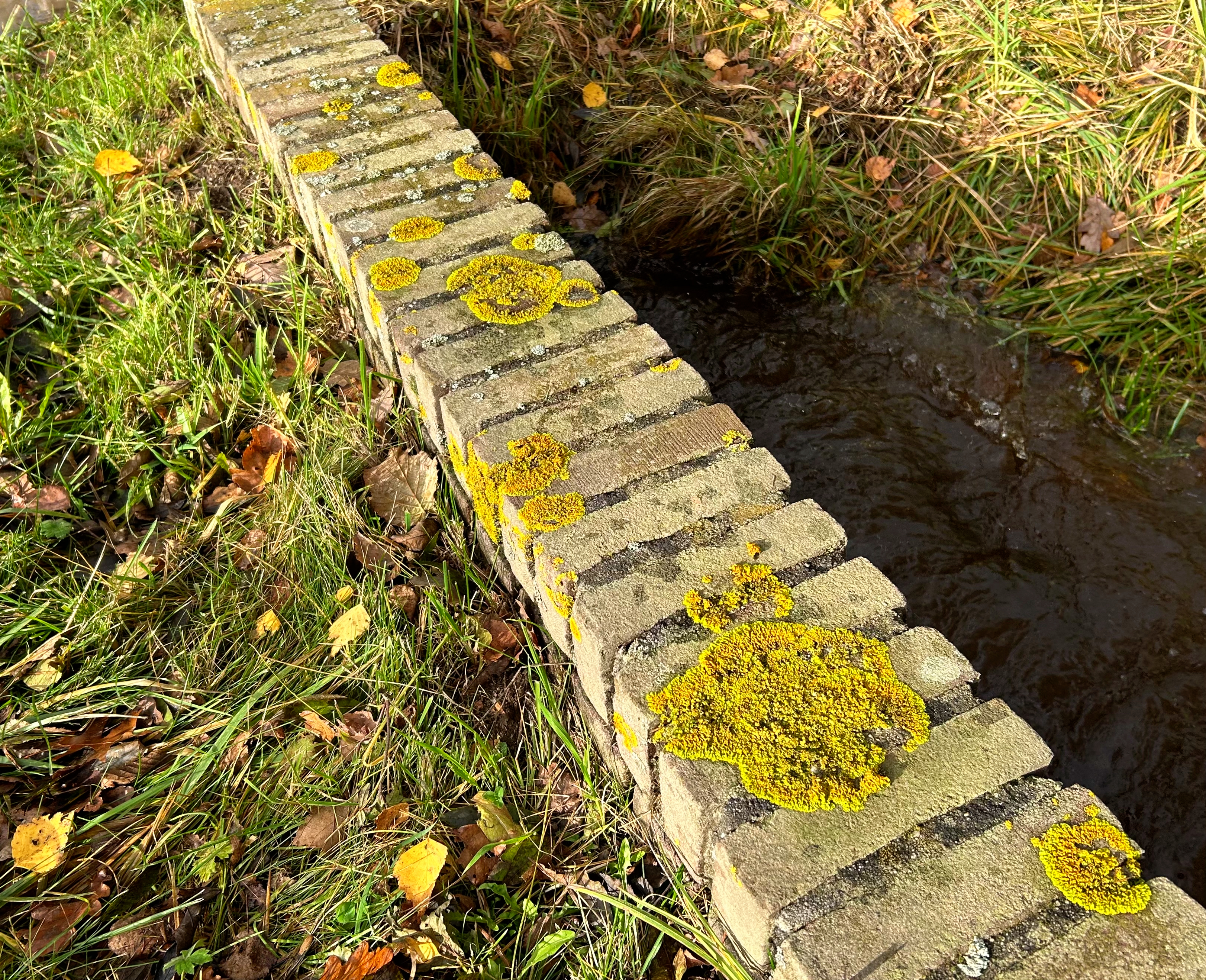
Een herfstaspect van een soortenarme vorm
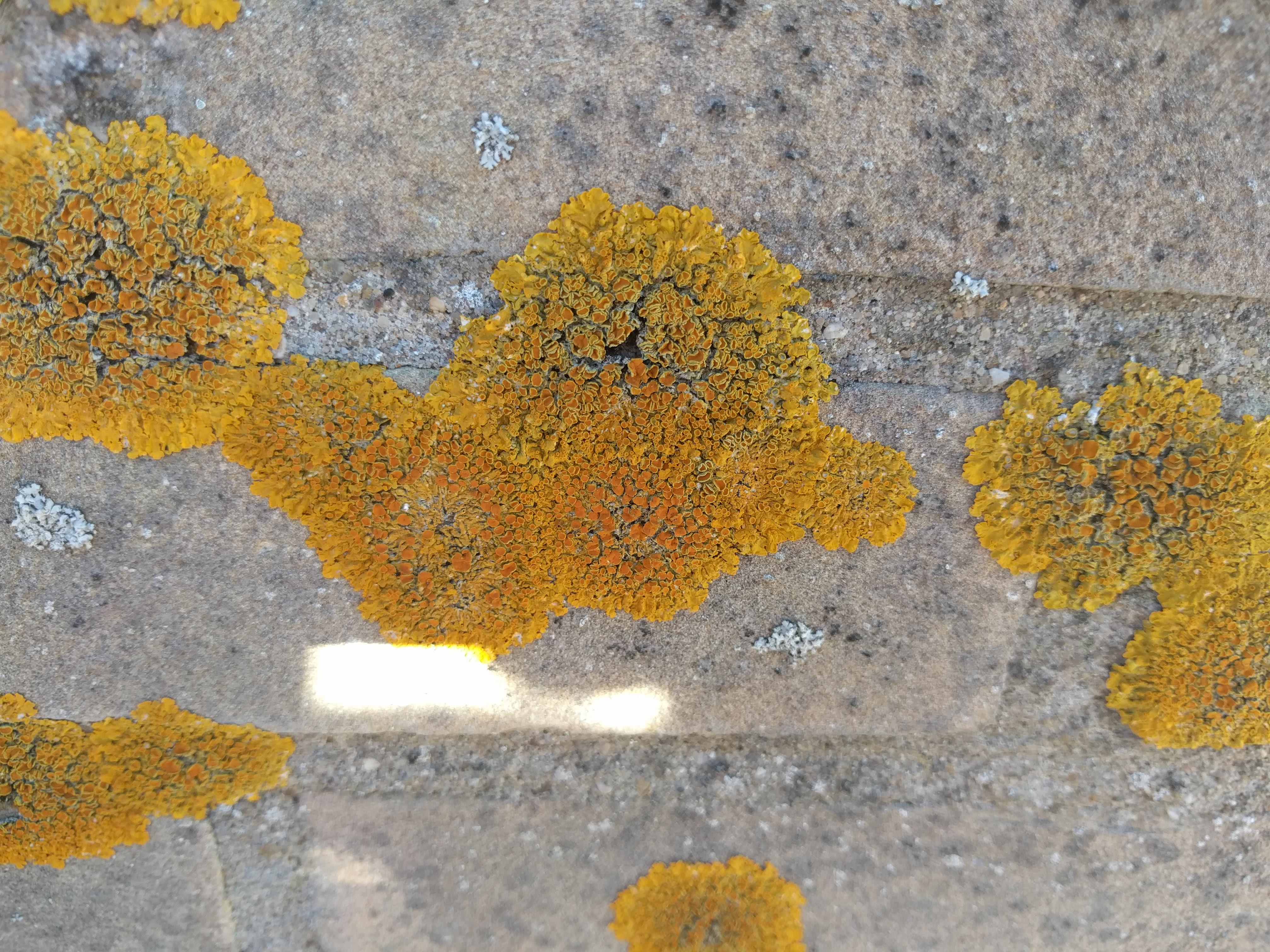
Close-up van fertiele exemplaren de naamgevende soort